# Radio Umut
Radio Umut est une radio en Turquie.

## Fréquences
- Antalya : 107,6 MHz